# Prudence Leroy
Pour les articles homonymes, voir Leroy.
Prudence Leroy, née le 5 mai 1990 en France, est une actrice et mannequin francaise, d'origine ghanéenne.
Elle est notamment connue pour son rôle de Fanny Lorène dans Plus belle la vie.

## Biographie

### Jeunesse
Prudence Leroy nait le 5 mai 1990,.
Elle a été formée pour la première fois dans des cours théâtre en 2009 auprès de la productrice et metteuse en scène Catherine Moulin. Également, elle est étudiante au Cours Florent de 2014 à 2017. 
En 2012, Elle participe à la saison 9 de Nouvelle Star, elle est éliminée lors de l'épreuve des trios,.

### Carrière
Elle fait ses débuts à la télévision en jouant des petit rôles dans des séries à succès comme Le Jour où tout a basculé, Scènes de ménages et Camping Paradis. Mais aussi au cinéma dans 3 Days to Kill.
En 2021, elle décroche le rôle de Fanny Lorène dans Plus belle la vie sur France 3,,,, son personnage deviendra récurent dans le feuilleton. La même année, elle joue dans le téléfilm de France 3, Les Mystères de l'école de gendarmerie aux cotés de Sara Mortensen et Olivier Sitruk.
En 2023, elle tient le rôle de Leila dans C'est quoi cette mamie ?! au cinéma.
En 2025, elle intègre la distribution principale du feuilleton Tout pour la lumière diffusée TF1 et en collaboration avec Netflix, dans le rôle de Justine Daoust, la directrice adjointe du Studio Lumière,.

### Vie privée
Elle est en couple avec Xavier Coffi, ensemble ils ont eux deux enfants, un petit garçon né en juillet 2019 et une petite fille née en mai 2022,.

## Filmographie

### Cinéma

#### Longs métrages
- 2014 : 3 Days to Kill
- 2019 : C'est quoi cette mamie ?! de Gabriel Julien-Laferrière : Leila
- 2023 : The Pod Generation de Sophie Barthes : une femme enceinte

#### Courts métrages
- 2017 : Je suis le présent, pas le futur de Frédérick Bour : Emma
- 2018 : Je suis off de Christelle Korichi
- 2019 : After You de Christelle Korichi

### Télévision

#### Séries télévisées
- 2012 : Le Jour où tout a basculé : Marion (saison 2, épisode 10 : Mon frère m'a volé ma petite amie)
- 2013 : Scènes de ménages de Francis Duquet : Camille, une proche du couple de Marion et Cédric
- 2014 : Camping Paradis de Marwen Abdallah : Cécile (saison 6, épisode 3 : Un coach au paradis)
- 2021 - 2022 : Plus belle la vie : Fanny Lorène (saisons 17 à 18, 150 épisodes)
- 2021 : Mongeville de Edwin Baily : Daphné Talleyrand (saison 7, épisode 2 : Les Ficelles du métier)
- 2021 : J'ai menti de Frédéric Berthe : Chloé
- 2021 : Les Rivières pourpres : une infirmière (saison 3, épisode 2 : XXY)
- 2025 : Tout pour la lumière de Nicolas Herdt : Justine Daoust

#### Téléfilms
- 2021 : Les Mystères de l'école de gendarmerie : Lucie Delgado

#### Émission télévisée
- 2012 : saison 9 de Nouvelle Star : candidate